# Кіноколо (2-га церемонія вручення)
2-га церемонія вручення Національної премії кінокритиків «Кіноколо» за досягнення українського кінематографа та діячів кіноіндустрії відбулася 24 жовтня 2019 року в Києві під час відкриття кінофестивалю «Київський тиждень критики» в кінотеатрі Жовтень.

## Перебіг церемонії
19 вересня 2019 року кінокритики оголосили номінантів першою премії «Кіноколо». На премію номінувалися стрічки українського виробництва, які були вперше показані в Україні в період з 1 жовтня 2018 року по 30 вересня 2019 року включно, а саме мали кінотеатральний прокат на території України або були показані вперше на українському кінофестивалі. Лідерами за кількістю номінацій стали фільми «Додому» (6 номінацій), «Мої думки тихі» (5 номінацій), «U311 „Черкаси“» (4 номінації). Лауреати були оголошені на урочистій церемонії нагородження 24 жовтня 2019 року під час відкриття кінофестивалю «Київський тиждень критики». На цій церемонії вперше проводилось голосування у номінації Найкращий анімаційний фільм.

## Список лауреатів та номінантів
★Переможців виділено окремим кольором.
| Категорії                                | Лауреати та номінанти                                                      | Лауреати та номінанти                                           |
| ---------------------------------------- | -------------------------------------------------------------------------- | --------------------------------------------------------------- |
| Найкращий повнометражний ігровий фільм   | ★ «Додому», реж. Наріман Алієв, прод. Володимир Яценко                     | ★ «Додому», реж. Наріман Алієв, прод. Володимир Яценко          |
| Найкращий повнометражний ігровий фільм   | • «Дике поле», реж. Ярослав Лодигін, прод. Володимир Яценко, Міклош Гімнеш |                                                                 |
| Найкращий повнометражний ігровий фільм   | • «U311 „Черкаси“», реж. Тимур Ященко, прод. Марта Лотиш, Ірина Клименко   |                                                                 |
| Найкращий повнометражний ігровий фільм   | • «Мої думки тихі», реж. Антоніо Лукіч, прод. Алла Бєлая, Дмитро Суханов   |                                                                 |
| Найкращий короткометражний ігровий фільм | ★ «У нашій синагозі» (реж. Іван Орленко)                                   | ★ «У нашій синагозі» (реж. Іван Орленко)                        |
| Найкращий короткометражний ігровий фільм | • «Знебарвлена» (реж. Марина Степанська)                                   |                                                                 |
| Найкращий короткометражний ігровий фільм | • «Анна» (реж. Декель Беренсон)                                            |                                                                 |
| Найкращий короткометражний ігровий фільм | • «Різдвяні історії» (реж. Філіп Сотниченко, Валерія Сочивець)             |                                                                 |
| Найкращий документальний фільм           | ★ «Співає Івано-Франківськтеплокомуненерго» (реж. Надія Парфан)            | ★ «Співає Івано-Франківськтеплокомуненерго» (реж. Надія Парфан) |
| Найкращий документальний фільм           | • «Божественні» (реж. Роман Бордун)                                        |                                                                 |
| Найкращий документальний фільм           | • «Тато – мамин брат» (реж. Вадим Ільков)                                  |                                                                 |
| Найкращий документальний фільм           | • «Панорама» (реж. Юрій Шилов)                                             |                                                                 |
| Найкращий анімаційний фільм              | ★ «Кохання» (реж. Микита Лиськов)                                          | ★ «Кохання» (реж. Микита Лиськов)                               |
| Найкращий анімаційний фільм              | • «Пуповина» (реж. Олександр Бубнов)                                       |                                                                 |
| Найкращий анімаційний фільм              | • «Поки не стане чорним» (реж. Анастасія Фалілеєва)                        |                                                                 |
| Найкращий анімаційний фільм              | • «Лісова пісня» (реж. Андрій Науменко)                                    |                                                                 |
| Відкриття року                           | ★ «Мої думки тихі» (реж. Антоніо Лукіч)                                    | ★ «Мої думки тихі» (реж. Антоніо Лукіч)                         |
| Відкриття року                           | • «Додому» (реж. Наріман Алієв)                                            |                                                                 |
| Відкриття року                           | • «Дике поле» (реж. Ярослав Лодигін)                                       |                                                                 |
| Відкриття року                           | • «Співає Івано-Франківськтеплокомуненерго» (реж. Надія Парфан)            |                                                                 |
| Відкриття року                           | • «U311 „Черкаси“» (реж. Тимур Ященко)                                     |                                                                 |
| Найкращий режисер                        |                                                                            | ★ Наріман Алієв — «Додому»                                      |
| Найкращий режисер                        | • Вадим Ільков — «Тато – мамин брат»                                       |                                                                 |
| Найкращий режисер                        | • Тимур Ященко — «U311 „Черкаси“»                                          |                                                                 |
| Найкращий режисер                        | • Антоніо Лукіч — «Мої думки тихі»                                         |                                                                 |
| Найкращий актор                          |                                                                            | ★ Ахтем Сеітаблаєв — «Додому»                                   |
| Найкращий актор                          | • Євген Ламах — «U311 „Черкаси“»                                           |                                                                 |
| Найкращий актор                          | • Андрій Лідаговський — «Мої думки тихі»                                   |                                                                 |
| Найкращий актор                          | • Ремзі Білялов — «Додому»                                                 |                                                                 |
| Найкраща акторка                         |                                                                            | ★ Ірма Вітовська — «Мої думки тихі»                             |
| Найкраща акторка                         | • Дар’я Полуніна — «Знебарвлена»                                           |                                                                 |
| Найкраща акторка                         | • Дар’я Баріхашвілі — «Додому»                                             |                                                                 |
| Найкраща акторка                         | • Руслана Хазіпова — «Дике поле»                                           |                                                                 |